# Шмерецький Сергій Васильович
Сергі́й Васи́льович Шмере́цький (16 лютого 1974 — 10 лютого 2015) — сержант Збройних сил України.

## Життєвий шлях
Після строкової служби в армії залишився на контрактну службу; брав участь у миротворчих операціях ООН.
В зоні бойових дій перебував з липня 2014 року, старший механік-водій, 383-й окремий полк дистанційно-керованих літальних апаратів.
10 лютого 2015-го близько 12:30 російські збройні формування з боку Горлівки з РСЗВ «Смерч» обстріляли місто Краматорськ (Донецька область) 300-міліметровими снарядами, які влучили в район аеродрому та у житловий сектор. Тоді ж загинули Євген Бушнін, Володимир Глубоков, Віктор Дев'яткін, Володимир Довганюк, Денис Жембровський, Михайло Ілляшук, Сергій Хаустович, Ігор Шевченко, 29 вояків зазнали поранень.
Без Сергія лишились мама, вітчим, сестра, дружина, донька 2002 р.н.
Похований в місті Старокостянтинів.

## Нагороди та вшанування
- Указом Президента України № 270/2015 від 15 травня 2015 року — орденом «За мужність» III ступеня (посмертно)[1]